# 상하이시의 마천루 목록
상하이는 마천루 건설에 있어 세계에서 가장 빠르게 성장하는 도시 중 하나다. 2004년 말 상하이 보고서에 따르면 1990년 이래로 전체 층이 11층 이상인 6,704채의 건물이있다. 2008년 11월 기준으로, 도시에는 932개의 마천루가 완공되어 있고, 208개의 마천루가 공사중이며, 승인된 건설 또는 제안된 건설이 진행 중이다. 그 중 3명은 300 미터 (980 피트)가 넘었다.
1920년대와 1930년대에 상하이 건축의 역사는 사순빌딩과 외탄에 있는 브로드웨이 맨션 호텔과 같은 고층 건물의 전성기를 맞았으며 거의 반 세기 동안 상하이에서 가장 높은 건물인 궈지판뎬이 들어섰다. 1949년 상하이 해방 이후 상하이의 건물 개발은 정체되었고 고층 건물은 더 이상 건설되지 않았다. 개혁 개방 이후 상하이 건설은 활력을 다시 불러 일으켰고 세계 주요 금융센터를 복구하려는 희망을 이루기 위해 두 번째 건설 붐을 경험하고 있다.
상하이는 2024년 1월 기준으로, 가장 높은 마천루는 상하이 타워로 높이가 632 미터 (2073 피트)이며 중국 본토에서 가장높고, 세계에서 세 번째로 높은  마천루이다. 상하이 타워가 완공된 후 상하이 세계금융센터는 상하이에서 492 미터 (1610 피트) 높이의 두 번째로 높은 건물로 축소되었다.

## 마천루

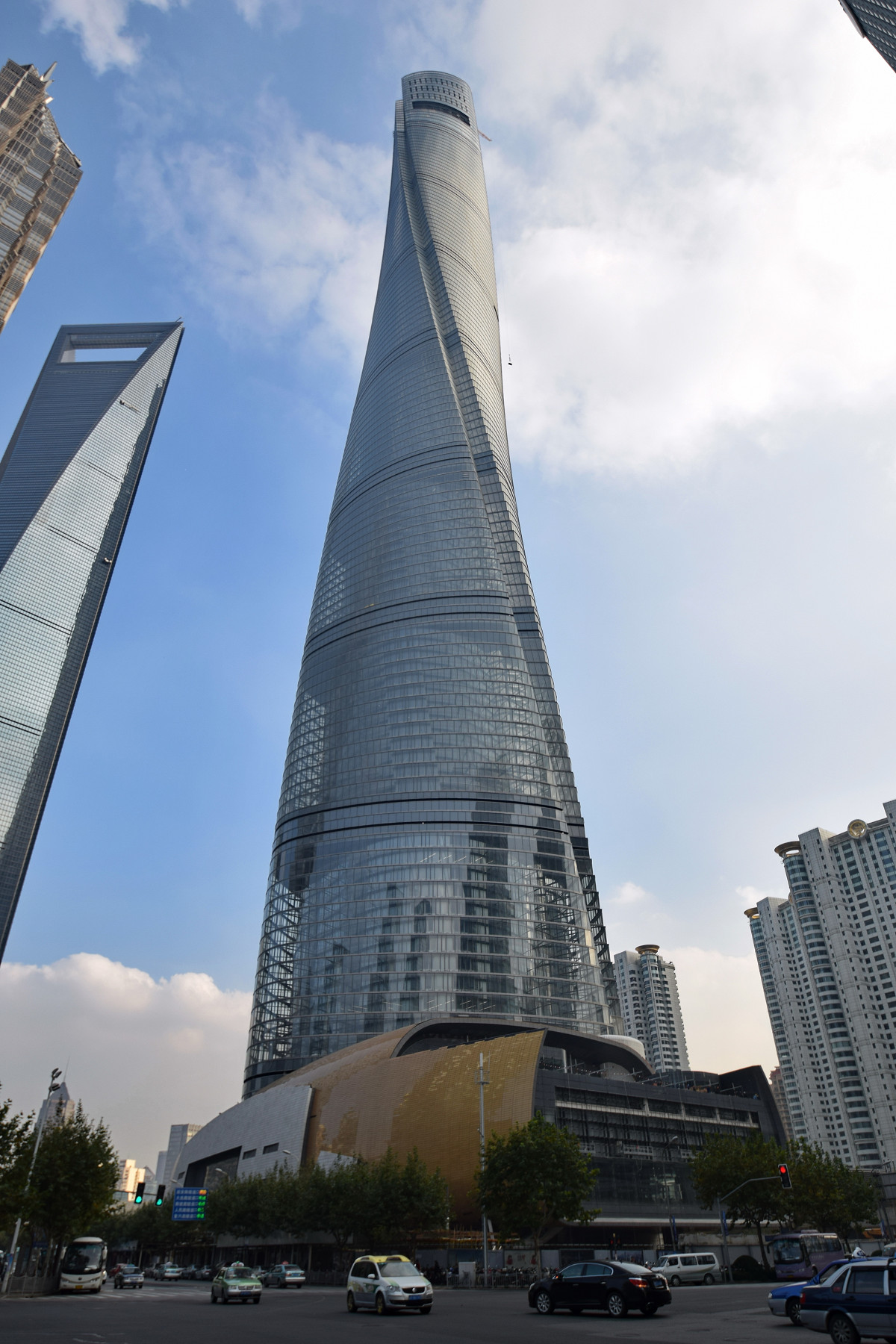
상하이 타워

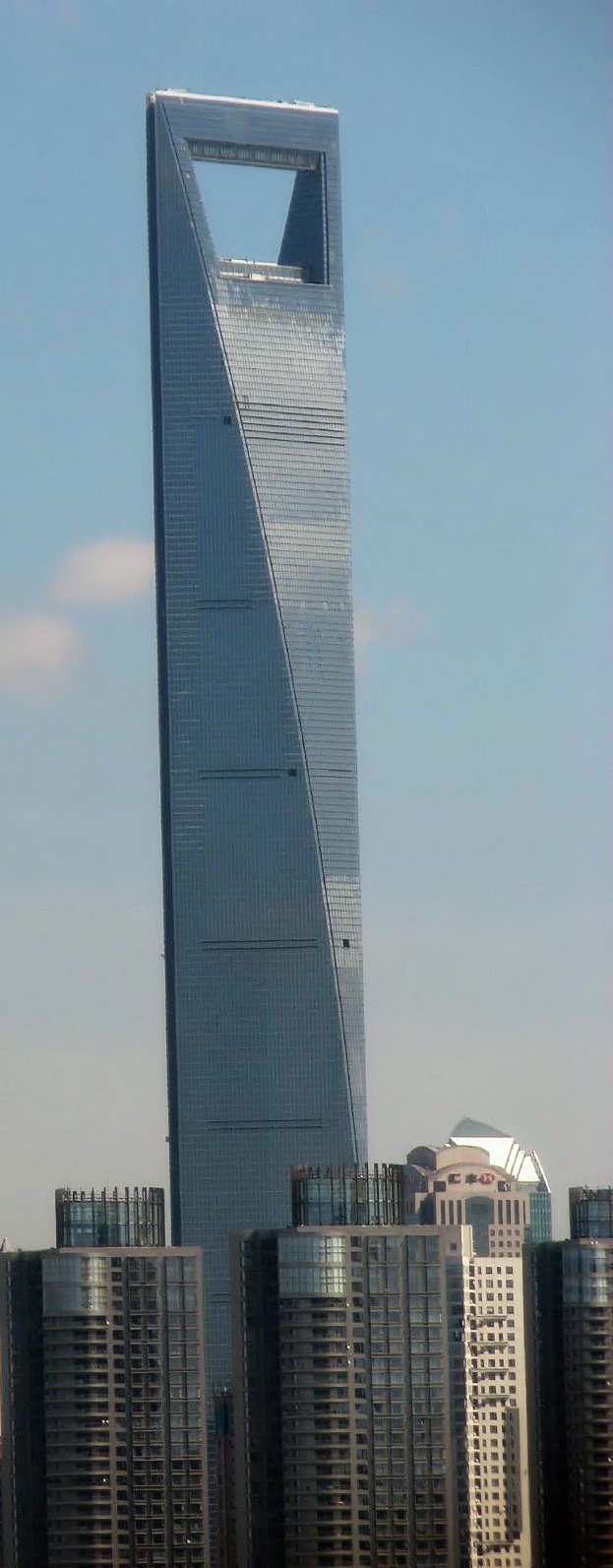
상하이 세계금융센터

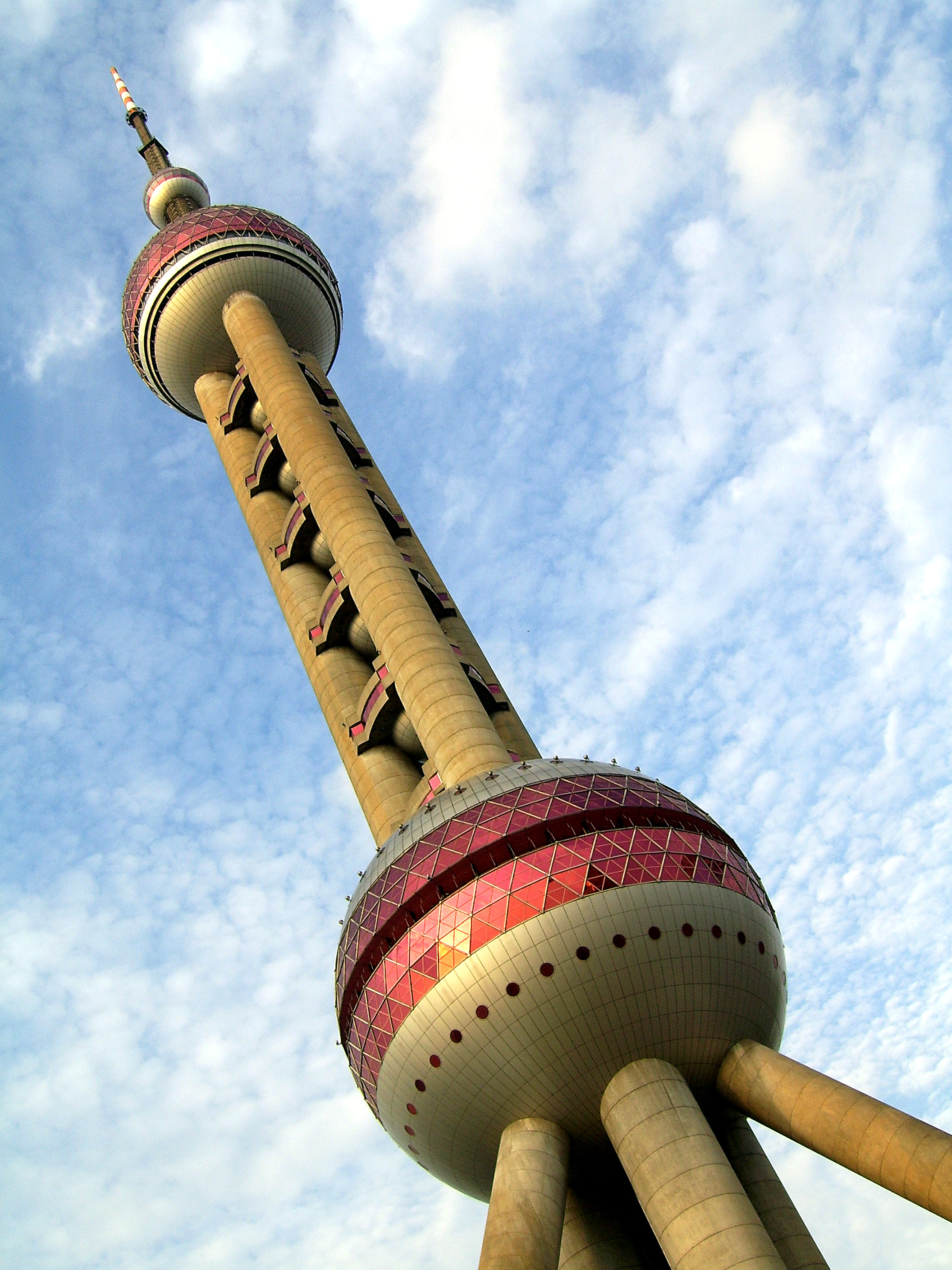
동방명주탑

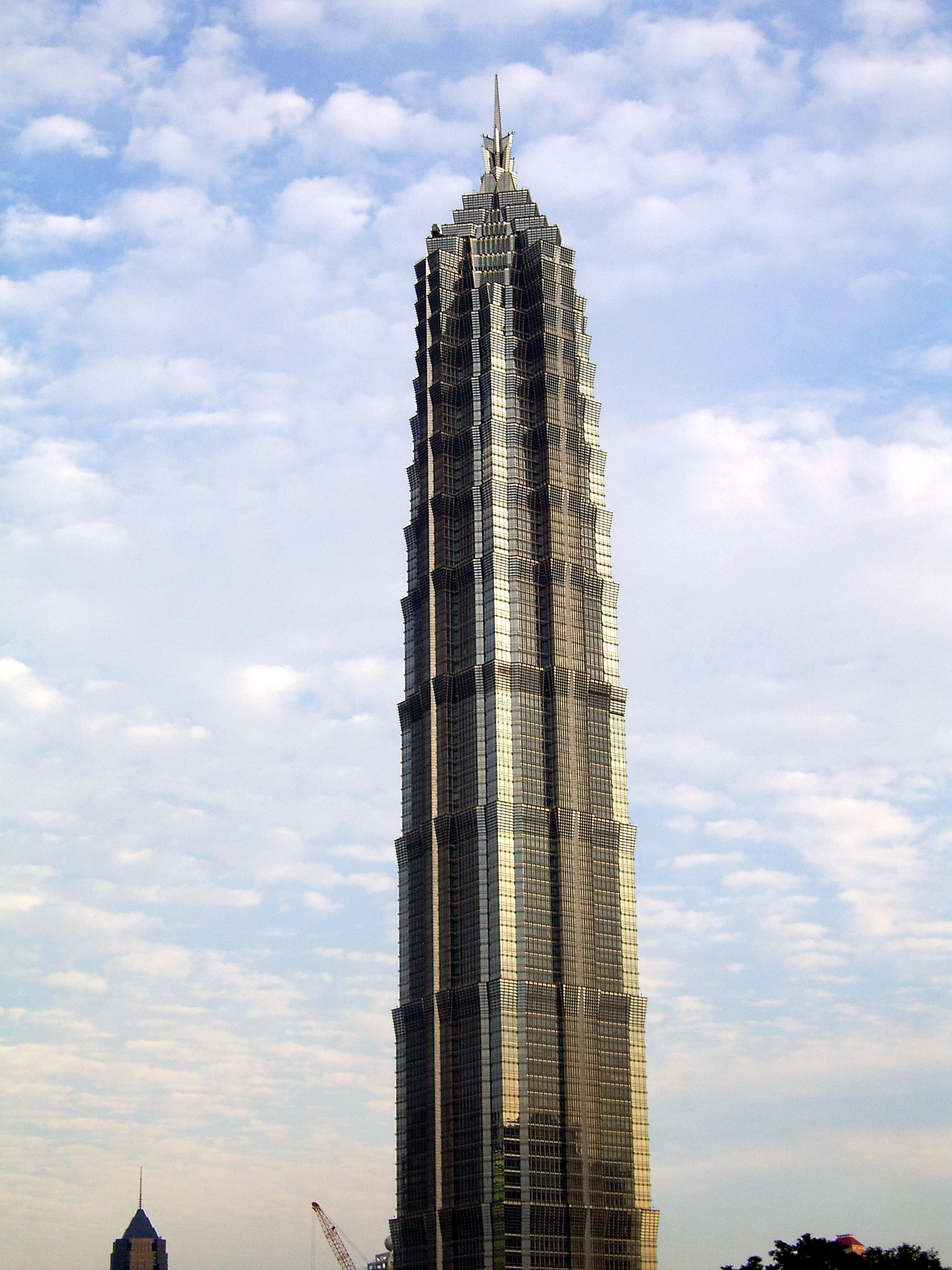
진마오 타워

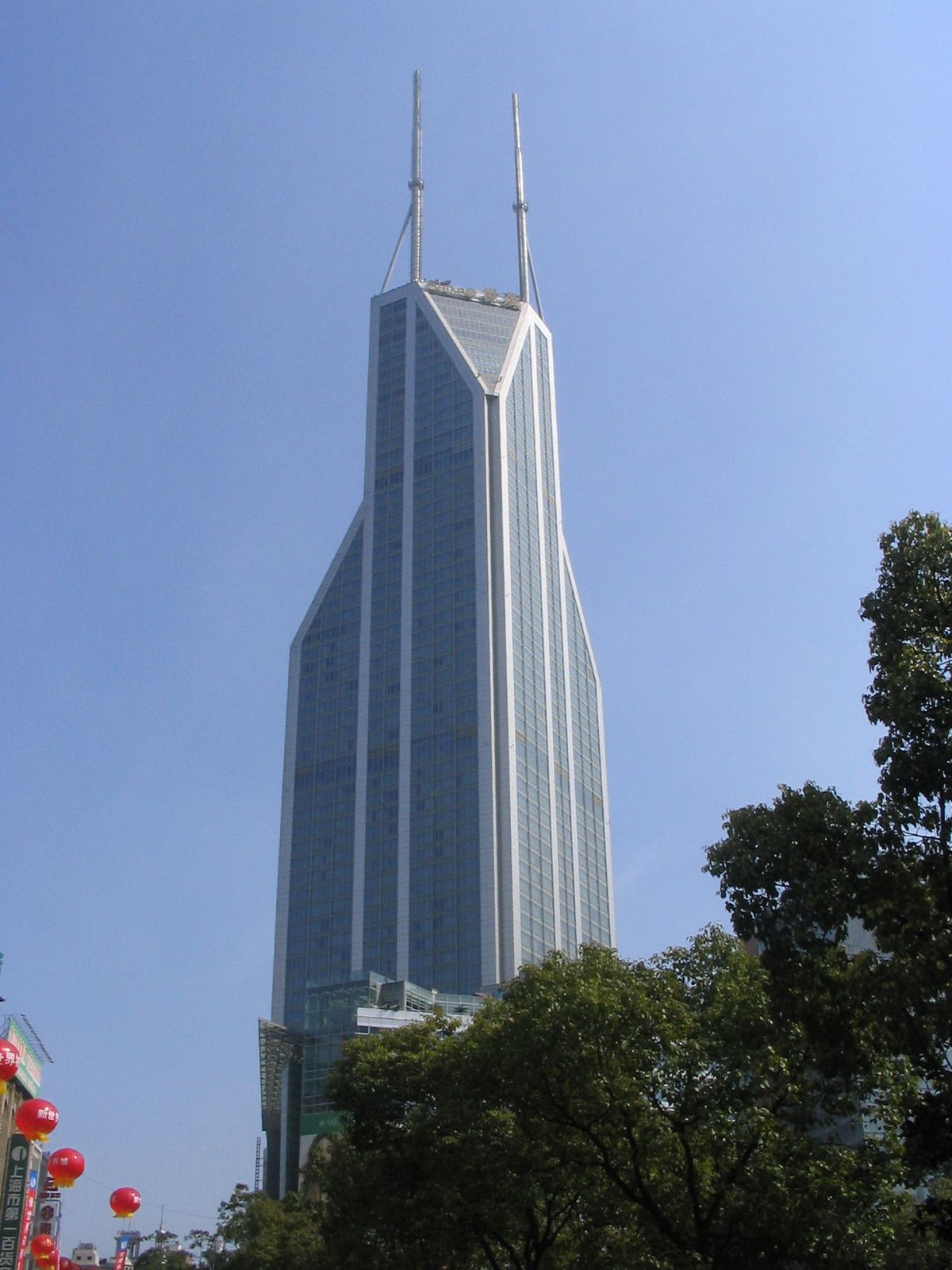
쉬마오 인터내셔널 플라자

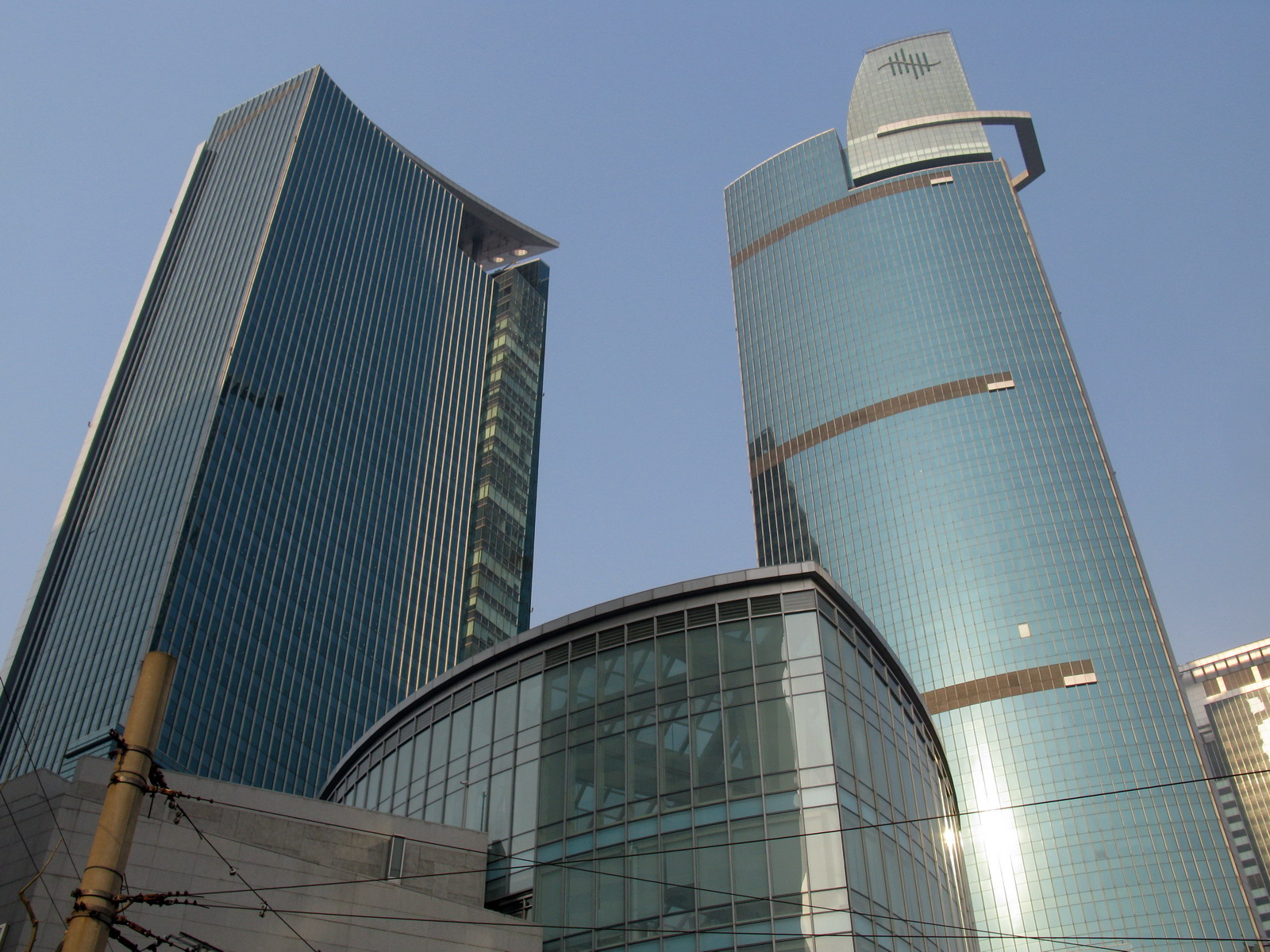
항 룽 플라자 타워 1

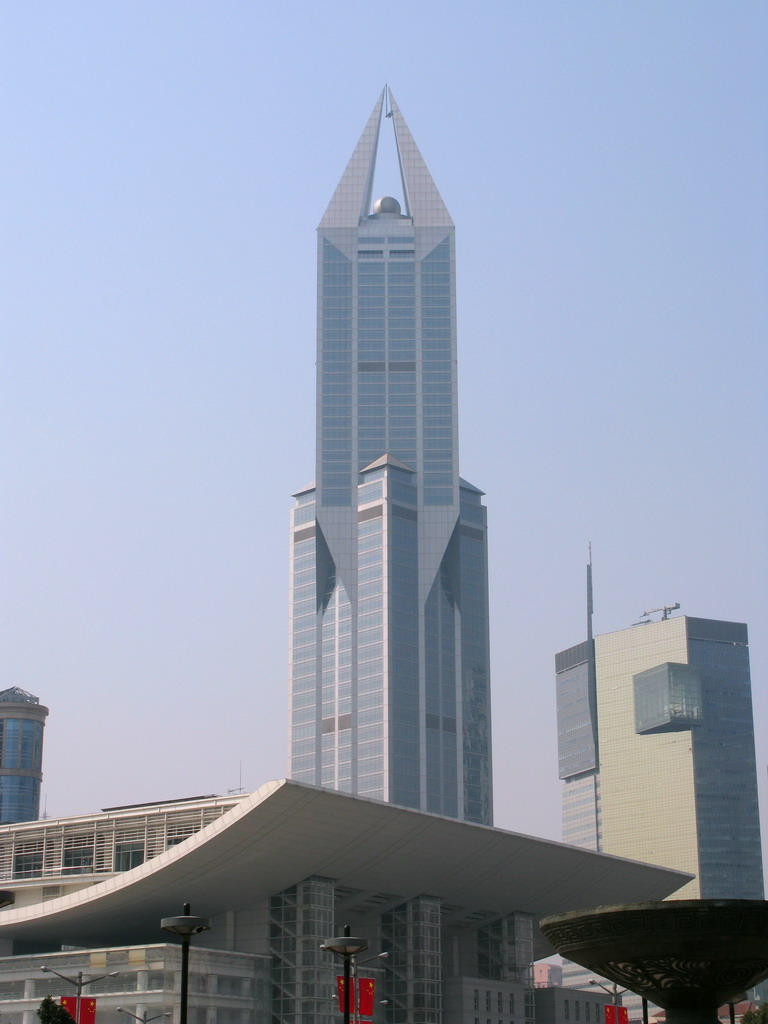
밍톈광창

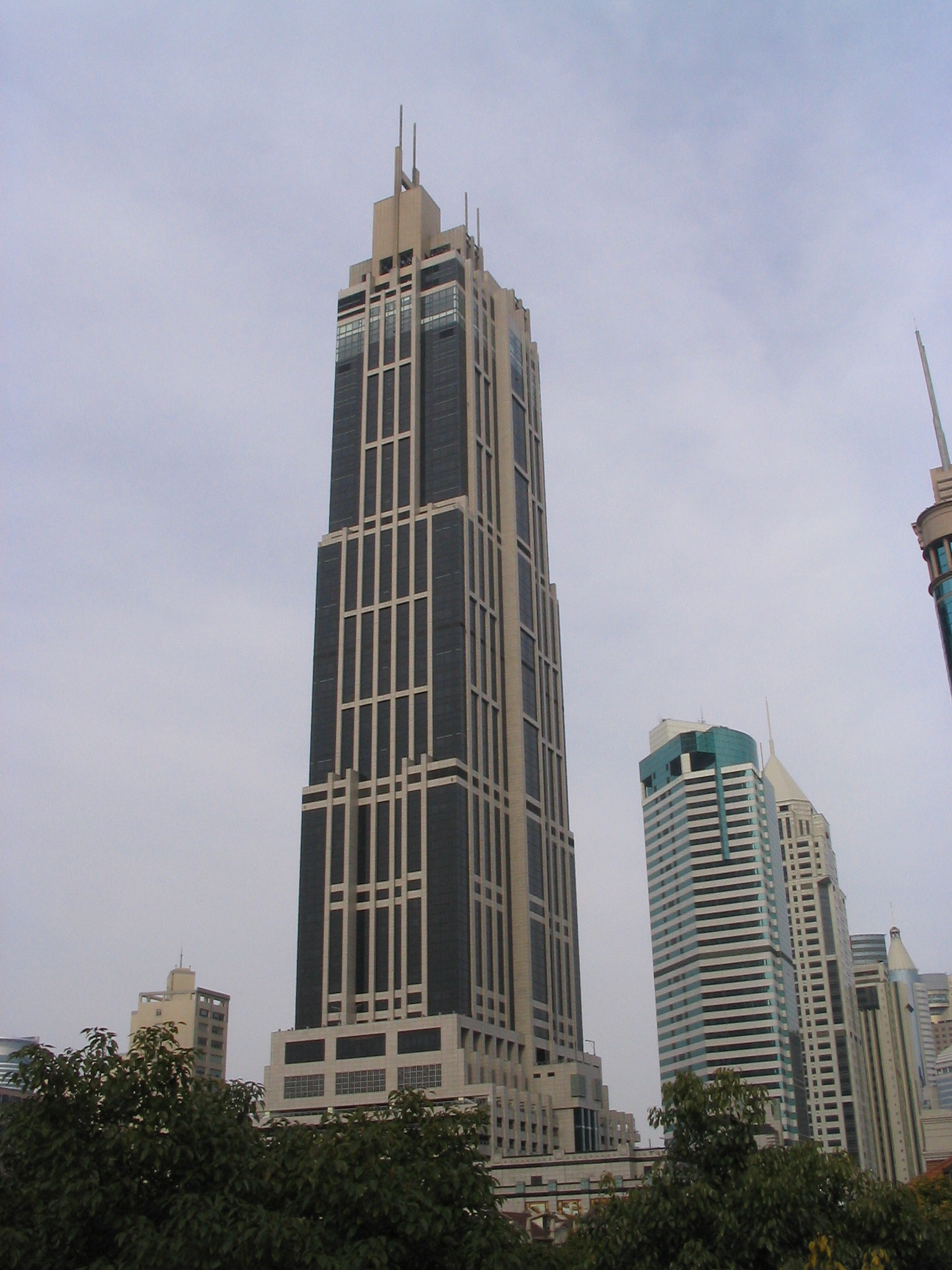
홍콩 신세계 타워

이 목록은 상하이의 고층 건물에 해당되며 모든 건물은 최소 170 미터 (560 피트) 높이에서 측정된다. 여기에는 첨탑과 일부 건축물 단면이 포함되지만 안테나 돛대 높이는 포함되지 않는다. 현재 높이와 비교하기 위해 기존 구조가 포함되어 있다.
| 순위 | 이름                                 | 높이 미터/피트 | 층수 | 연도 | 비고                                      |
| ---- | ------------------------------------ | -------------- | ---- | ---- | ----------------------------------------- |
| 1    | 상하이 타워                          | 632 / 2,073    | 128  | 2015 | 중국 최초의 세번째로 높은 건물이다.       |
| 2    | 상하이 세계금융센터                  | 494 / 1,614    | 101  | 2008 | 한때 세계에서 가장 높은 시청 층을 지었다. |
| —    | 동방명주탑[A]                        | 468 / 1,535    | 14   | 1994 | 전망대 및 통신 안테나 타워다.             |
| 3    | 진마오 타워                          | 421 / 1,380    | 88   | 1999 | 가장 높은 건물은 1990년대에 완공되었다.   |
| 4    | 쉬마오 인터내셔널 플라자             | 333 / 1,093    | 60   | 2006 | [ 14 ] [ 15 ]                             |
| 5    | 항 룽 플라자 타워 1                  | 288 / 945      | 66   | 2001 | [ 16 ] [ 17 ]                             |
| 6    | 밍톈광창                             | 285 / 934      | 55   | 2003 | [ 18 ] [ 19 ]                             |
| 7    | 인포메이션 허브 빌딩                 | 282 / 925      | 41   | 2001 |                                           |
| 8    | 홍콩 신세계 타워                     | 278 / 913      | 61   | 2002 | [ 20 ] [ 21 ]                             |
| 8    | 상하이 윌락 광장                     | 270 / 885      | 58   | 2010 | [ 22 ]                                    |
| 9=   | 원 루자쭈이                          | 265 / 869      | 53   | 2008 | [ 23 ] [ 24 ]                             |
| 9=   | 상하이 교통은행 빌딩                 | 265 / 869      | 52   | 2002 | [ 25 ] [ 26 ]                             |
| 11=  | 강후이광장 1                         | 262 / 860      | 52   | 2005 | [ 27 ] [ 28 ]                             |
| 11=  | 강후이광장 2                         | 262 / 860      | 52   | 2005 | [ 29 ] [ 30 ]                             |
| 13   | 상하이국제금융센터 북부 빌딩         | 260 / 853      | 56   | 2010 | [ 31 ] [ 32 ]                             |
| 14   | 후아민 리젠시 타워                   | 258 / 846      | 63   | 2011 | [ 33 ]                                    |
| 15   | 상하이 은행 빌딩                     | 252 / 827      | 46   | 2005 | [ 34 ] [ 35 ]                             |
| 16   | 상하이국제금융센터 남부 빌딩         | 250 / 820      | 58   | 2009 | HSBC 은행 빌딩                            |
| 17   | 상하이 완두센터 빌딩                 | 241 / 792      | 55   | 2002 | [ 37 ] [ 38 ]                             |
| 18   | 드래곤 드림몰                        | 238 / 781      | 58   | 2006 | 상하이 창펑 쇼핑몰이라고도 한다.          |
| 19   | 국제항운금융대하                     | 232 / 763      | 50   | 2000 | [ 41 ] [ 42 ]                             |
| 20   | 항 룽 플라자 타워 2                  | 228 / 749      | 45   | 2006 | [ 43 ] [ 44 ]                             |
| 21=  | 오아시스 시게위 가든 호텔 아파트     | 226 / 742      | 52   | 2007 | [ 45 ] [ 46 ]                             |
| 21=  | 중국은행 타워                        | 226 / 741      | 53   | 2000 | [ 47 ] [ 48 ]                             |
| 23   | 상하이 래플스 시티                   | 222 / 728      | 49   | 2003 | [ 49 ] [ 50 ]                             |
| 24=  | 중롱 재스퍼 스카이 빌딩              | 220 / 722      | 48   | 2008 | [ 51 ]                                    |
| 24=  | 바오 마인 인터컨티넨탈 비즈니스 센터 | 220 / 722      | 50   | 2009 | [ 52 ]                                    |
| 26=  | 푸지앙 슈앙후이 빌딩 1               | 219 / 887      | 49   | 2010 | [ 53 ]                                    |
| 26=  | 푸지앙 슈앙후이 빌딩 2               | 219 / 887      | 49   | 2010 | [ 54 ]                                    |
| 28   | 상하이 롱몬트 리젠트 호텔            | 218 / 715      | 53   | 2005 | 상하이 리젠트 호텔이다.                   |
| 29   | 동하이 광장                          | 217 / 712      | 52   | 2004 | [ 57 ] [ 58 ]                             |
| 30=  | 세계금융빌딩                         | 212 / 696      | 43   | 2000 | [ 59 ] [ 60 ]                             |
| 30=  | 신 진차오 빌딩                       | 212 / 696      | 38   | 1996 | [ 61 ] [ 62 ]                             |
| 32   | 푸둥국제정보항구                     | 211 / 692      | 40   | 2001 | [ 63 ] [ 64 ]                             |
| 33   | 21세기 센터 빌딩                     | 210 / 689      | 49   | 2009 | [ 65 ]                                    |
| 34   | 소피텔 진지앙 호텔 푸둥              | 207 / 679      | 47   | 2002 | [ 66 ] [ 67 ]                             |
| 35=  | 상하이 타이핑 금융 빌딩              | 208 / 682      | 38   | 2011 | [ 68 ]                                    |
| 35=  | 중국 상인 은행 상하이 빌딩           | 208 / 682      | 37   | 2011 | [ 69 ]                                    |
| 37   | 상하이 골드랜드 타워                 | 206 / 676      | 41   | 2008 | [ 70 ]                                    |
| 38   | 남순빌딩                             | 205 / 673      | 49   | 1998 | [ 71 ] [ 72 ]                             |
| 39   | 리포 플라자                          | 204 / 669      | 38   | 1998 | [ 73 ] [ 74 ]                             |
| 40   | 항셍은행 타워                        | 203 / 667      | 46   | 1998 | [ 75 ] [ 76 ]                             |
| 41=  | 화시아 파이낸셜 플라자 1#본관        | 202 / 663      | 42   | 2003 | 뉴 소스 플라자 A.                         |
| 41=  | 화시아 파이낸셜 플라자 2#본관        | 202 / 663      | 42   | 2005 | 뉴 소스 플라자 B.                         |
| 41=  | 골든 벨 타워                         | 200 / 656      | 45   | 1998 | [ 81 ] [ 82 ]                             |
| 41=  | 래디슨 호텔 상하이 뉴 월드           | 200 / 656      | 46   | 2005 | [ 83 ] [ 84 ]                             |
| 41=  | 베트남 플라자                        | 200 / 656      | 43   | 2008 | [ 85 ]                                    |
| 46=  | 상하이 월드 플라자                   | 199 / 653      | 38   | 1998 | [ 86 ] [ 87 ]                             |
| 46=  | 월드 플라자                          | 199 / 653      | 38   | 1998 | [ 88 ] [ 89 ]                             |
| 48=  | 동아시아 금융 빌딩 은행              | 198 / 650      | 42   | 2009 | [ 90 ]                                    |
| 48=  | 번드 센터                            | 198 / 650      | 45   | 2002 | [ 91 ] [ 92 ]                             |
| 50   | 웬 씬 신문사 빌딩                    | 197 / 646      | 43   | 1999 | [ 93 ] [ 94 ]                             |
| 51=  | 란셩 빌딩                            | 196 / 643      | 39   | 1997 | [ 95 ] [ 96 ]                             |
| 51=  | 중국 보험 빌딩                       | 196 / 643      | 38   | 1999 | [ 97 ] [ 98 ]                             |
| 51=  | 세기 비즈니스 플라자                 | 196 / 643      | 45   | 2004 | [ 99 ] [ 100 ]                            |
| 54   | 중신광장                             | 193 / 633      | 45   | 2000 | [ 101 ] [ 102 ]                           |
| 55=  | 상하이 후아넹 연합 빌딩              | 188 / 617      | 38   | 1997 | [ 103 ] [ 104 ]                           |
| 55=  | 푸둥 민간 항공 빌딩                  | 188 / 617      | 38   | 2001 | [ 105 ] [ 106 ]                           |
| 55=  | 바오안 빌딩                          | 188 / 617      | 38   | 1997 | [ 107 ] [ 108 ]                           |
| 58   | 상하이 퓨처스 빌딩                   | 187 / 614      | 37   | 1998 | [ 109 ] [ 110 ]                           |
| 59=  | 상하이 투자 진흥국 빌딩              | 186 / 610      | 38   | 1995 | [ 111 ] [ 112 ]                           |
| 59=  | 상하이 투자 진흥국 플라자            | 186 / 610      | 39   | 1998 | [ 113 ]                                   |
| 61=  | 오로라 인터내셔널 빌딩               | 185 / 607      | 37   | 2003 | [ 114 ] [ 115 ]                           |
| 61=  | 상하이 푸둥 개발 빌딩                | 185 / 607      | 36   | 2001 | [ 116 ] [ 117 ]                           |
| 63   | 상하이 이 빌딩                       | 183 / 600      | 40   | 1995 | [ 118 ]                                   |
| 64   | 상하이 시안루시 스퀘어               | 181 / 594      | 39   | 2002 | [ 119 ] [ 120 ]                           |
| 65=  | 신메이 유니온 스퀘어 사우스 타워     | 180 / 591      | 35   | 2005 | [ 121 ] [ 122 ]                           |
| 65=  | 신메이 유니온 스퀘어 노스 타워       | 180 / 591      | 35   | 2005 | [ 123 ] [ 124 ]                           |
| 65=  | 퓨처 어셋 빌딩                       | 180 / 591      | 32   | 2008 | [ 125 ]                                   |
| 65=  | 생명인수빌딩                         | 180 / 591      | 42   | 2001 | [ 126 ]                                   |
| 65=  | 푸둥 샹그릴라 호텔 지진로            | 180 / 591      | 43   | 2005 | [ 127 ] [ 128 ]                           |
| 65=  | 씨티그룹 빌딩                        | 180 / 591      | 41   | 2005 | [ 129 ] [ 130 ]                           |
| 65=  | 국가특허기술전시무역센터             | 180 / 591      | 35   | 2000 | [ 131 ] [ 132 ]                           |
| 65=  | 홉슨 인터내셔널 빌딩                 | 180 / 591      | 33   | 2008 | [ 133 ] [ 134 ]                           |
| 73=  | 홍콩랜드 플라자                      | 178 / 584      | 36   | 1998 | [ 135 ] [ 136 ]                           |
| 73=  | 카 와 센터                           | 178 / 584      | 39   | 2005 | [ 137 ] [ 138 ]                           |
| 73=  | 상하이 뉴 월드 센터                  | 178 / 584      | 42   | 1998 | [ 139 ]                                   |
| 76=  | 총 힝 파이낸셜 센터                  | 177 / 581      | 39   | 2008 | [ 140 ]                                   |
| 76=  | 중국 민생은행 빌딩                   | 177 / 581      | 39   | 2008 | [ 140 ]                                   |
| 76=  | 인터컨티넨탈 상하이 엑스포 호텔      | 177 / 581      | 40   | 2010 | [ 141 ]                                   |
| 79   | 총 힝 파이낸셜 센터                  | 174 / 571      | 42   | 2006 | [ 142 ]                                   |
| 80   | 시마오 리버사이드 가든 빌딩 1        | 173 / 568      | 55   | 2000 | [ 143 ]                                   |
| 81   | 포시즌스 호텔 상하이                 | 172 / 564      | 37   | 2002 | [ 144 ] [ 145 ]                           |
| 82=  | 핑안 파이낸셜 빌딩                   | 170 / 558      | 38   | 2010 | [ 146 ]                                   |
| 82=  | 상하이 그랜드 센터                   | 170 / 558      | 41   | 2011 | [ 147 ]                                   |

*별표는 건물이 아직 공사중임을 나타낸다.

## 미완공 마천루

### 공사중 프로젝트

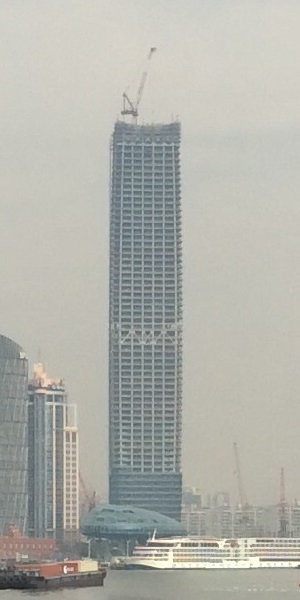
2015년 2월에 건설된 백목련 빌딩

이 목록에는 상하이에서 아직 공사중이며 최소 170 미터 (560 피트) 길이의 마천루 목록이 나와있다. 모자이크 마천루도 포함되어 있다.
| 이름                                   | 높이* m/feet | 층수* | 년도* | 비고                                       |
| -------------------------------------- | ------------ | ----- | ----- | ------------------------------------------ |
| 백목련 빌딩                            | 320 / 1,048  | 66    | 2011  | [ 148 ] [ 149 ]                            |
| 상하이 휠록 플라자                     | 298 / 978    | 59    | 2008  | [ 150 ] [ 151 ]                            |
| 유엔 기술 정보 시스템 (TIPS) 중국 빌딩 | 290 / 951    | 67    | 2008  | [ 152 ] [ 153 ]                            |
| 오아시스 앰버리 가든 타워              | 260 / 853    | 60    | 2008  | [ 154 ] [ 155 ]                            |
| 케리 2세 남부 타워                     | 260 / 853    | 58    | 2010  | [ 156 ]                                    |
| 상하이 국제금융센터 북부 타워          | 260 / 853    | —     | 2010  | 상하이 국제금융센터 빌딩 1                 |
| 화민 리젠시 타워                       | 258 / 846    | 63    | 2008  | [ 159 ] [ 160 ]                            |
| 루이보 빌딩 1 빌딩                     | 256 / 840    | 55    | 2013  | [ 161 ]                                    |
| 루이보 빌딩 2 빌딩                     | 238 / 781    | 52    | 2013  | [ 162 ]                                    |
| 상하이 국제금융센터 남부 타워          | 250 / 820    | —     | 2008  | 상하이 국제금융센터 빌딩 2                 |
| 제이드 블루 스카이 빌딩                | 220 / 722    | 48    | 2008  | 일컬어 중롱 재스퍼 스카이 빌딩이라고 한다. |
| 상하이 조선소 1단계                    | 218 / 715    | 49    | 2010  | [ 167 ]                                    |
| 상하이 21세기 센터 빌딩                | 211 / 692    | 49    | 2010  | [ 168 ]                                    |
| 골드랜드 타워                          | 206 / 676    | 41    | 2008  | [ 169 ]                                    |
| X3-2 오피스 개발 계획                  | 200 / 656    | 43    | 2008  | 일명 X3-2 금융 빌딩                        |
| 푸두 빌딩                              | 200 / 656    | 39    | 2009  | [ 172 ]                                    |
| 케리 2세 노스 타워                     | 198 / 650    | 43    | 2010  | [ 173 ]                                    |
| 글로벌 파이낸스 타워                   | 198 / 650    | 40    | 2008  | [ 174 ]                                    |
| 트랜스오션 하이드 플라자 오피스 빌딩   | 188 / 617    | 50    | 2008  | [ 175 ] [ 176 ]                            |
| 중국 상인은행 상하이 빌딩              | 180 / 591    | —     | —     | [ 177 ]                                    |
| 상하이 월드 엑스포 게스트 하우스       | 177 / 581    | 30    | —     | [ 178 ]                                    |

* 목록에 항목을 표시하지 않은 마천루는 플로어 번호 및 완공 날짜가 발표되지 않았음을 나타낸다.

### 승인됨
이 목록에는 상하이에서 건설 승인을 받은 마천루가 나열되어 있으며 적어도 170 미터 (560 피트)가 넘을 것으로 예상된다.
| 이름               | 높이* m/feet | 층수* | 년도* | 비고                                               |
| ------------------ | ------------ | ----- | ----- | -------------------------------------------------- |
| 콩코드 월드 플라자 | 288 / 945    | —     | —     | 개발 계획은 오래 전에 승인된 구 계획으로 간주된다. |
| 푸두 빌딩          | 200 / 656    | —     | 2009  | [ 181 ]                                            |
| 쓰리 투 호텔 빌딩  | 180 / 591    | —     | —     | [ 182 ]                                            |

* 목록에 항목을 표시하지 않은 마천루는 플로어 번호 및 완공 날짜가 발표되지 않았음을 나타낸다.

### 제안됨
이 목록에는 상하이에서 건설을 위해 제안된 건물이 나열되어 있으며 적어도 170 미터 (560 피트)가 될 것으로 예상된다.
| 이름                              | 높이* m/feet | 층수* | 년도* | 비고 |
| --------------------------------- | ------------ | ----- | ----- | --- |
| 쉬자후이 센터                     | 460 / 1,509  | 92    | —     | 이 계획은 구식 계획으로 간주되었으며 원래 2010년 완공 예정이며 상하이 세계금융센터 및 진마오 타워와 인접해 있다. |
| 상하이 북부 번드 국제여객운송센터 | 321 / 1,053  | —     | —     | [ 185 ] |
| 미래도시                          | 250 / 820    | 60    | —     | [ 186 ] |
| 상하이 시 유나이티드 뱅크 맨션    | 226 / 741    | 50    | —     | [ 187 ] |
| 바딩 개발 금융 맨션               | 180 / 591    | 41    | 2009  | [ 188 ] [ 189 ]                                                                                                  |

* 목록에 항목을 표시하지 않은 마천루는 플로어 번호 및 완공 날짜가 발표되지 않았음을 나타낸다.

## 최고의 건물 연대기

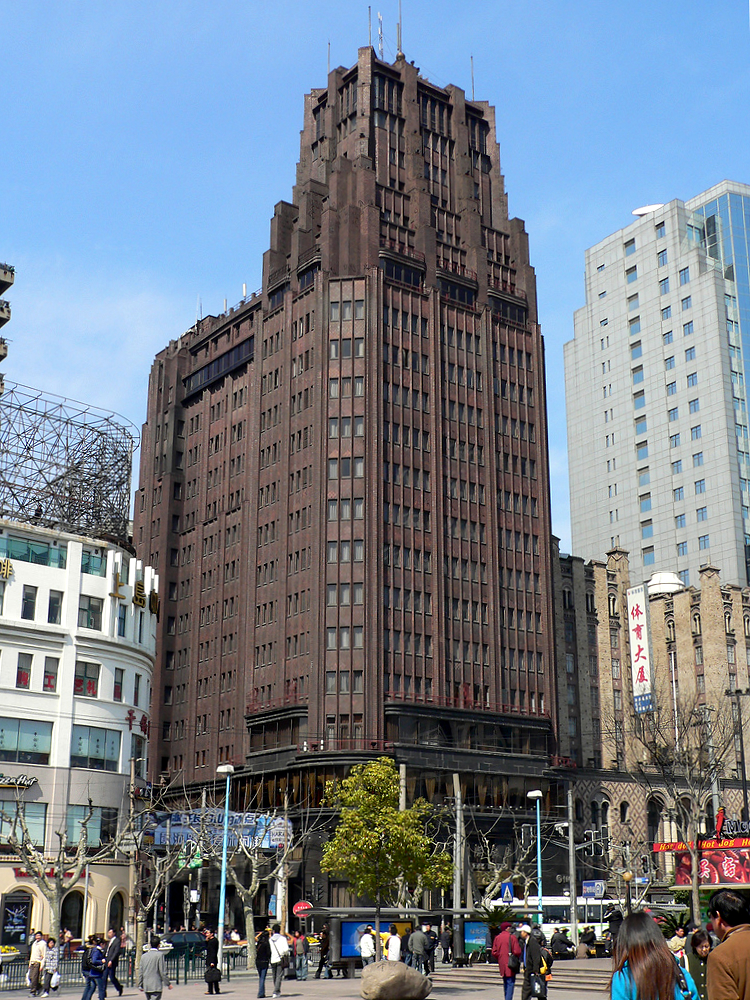
궈지판뎬은 49년 동안 상하이에서 가장 높은 마천루(지붕 기준)에 살아남고 있었다.

이 목록에는 지붕 표준(시계탑이나 타워가 아닌)에 따라 현대에서부터 상하이에서 가장 높은 건물이 나열되어 있다. 지붕 높이는 중국 전통에서 사용되는 표준이다. 계산이 국제적으로보다 일반적인 건물 높이 또는 구조적 높이 표준을 기반으로 하는 경우 1927년에서 1934년까지 가장 높은 건물은 상하이 세관(시계탑 높이 82 미터)이며 1955년에서 1988년까지의 가장 높은 건물은 상하이전람중심 (타워 높이 110.4 미터)다.
| 이름                                      | 가장 높은 연도 | 높이 m/feet | 층수 | 비고    |
| ----------------------------------------- | -------------- | ----------- | ---- | ------- |
| 사순빌딩 (평화호텔)                       | 1929–1934      | 77 / 253    | 13   | [ 190 ] |
| 궈지판뎬                                  | 1934–1983      | 84 / 275    | 22   | [ 191 ] |
| 상하이 호텔                               | 1983–1985      | 91 / 299    | 27   | [ 192 ] |
| 리엔 리 빌딩                              | 1985–1988      | 106 / 348   | 30   | [ 193 ] |
| 신 진지앙 호텔                            | 1988–1990      | 153 / 502   | 46   | [ 194 ] |
| 상하이 쇼핑몰 상하이 포트먼 리츠칼튼 호텔 | 1990–1995      | 165 / 541   | 48   | [ 195 ] |
| 중국 상인탑                               | 1995–1996      | 186 / 610   | 38   | [ 112 ] |
| 신 진차오 빌딩                            | 1996–1998      | 212 / 696   | 38   | [ 62 ]  |
| 진마오 타워                               | 1998–2007      | 421 / 1,380 | 88   | [ 13 ]  |
| 상하이 세계금융센터                       | 2007–2014      | 492 / 1,614 | 101  | [ 9 ]   |
| 상하이 타워                               | 2014–현재      | 632 / 2,070 | 118  | [ 7 ]   |

## 각서
A. ^  동방명주탑 자체는 사람들이 살기 좋고 일하기에 적합하지 않지만 비교한 이유 때문에이 목록에 포함되어 있다. 세계초고층도시건축학회에 따르면 독립적 인 전망대는 인간 정주에 구조적으로 적합하지 않기 때문에 건물로 간주되지 않는다.